# Chi si ferma è perduto
(Il ragionier Guardalavecchia)
Chi si ferma è perduto è un film del 1960 diretto da Sergio Corbucci.
La pellicola ha tra i suoi interpreti Totò, Peppino De Filippo, Luigi De Filippo, Aroldo Tieri, Mario Castellani e Lia Zoppelli.

## Trama
Il ragioniere Antonio Guardalavecchia e il perito commerciale Giuseppe Colabona sono impiegati presso la filiale di Napoli della ditta Pasquetti, una società di trasporti. Il loro capoufficio è Cesare Santoro, superiore molto severo che non tollera l'atteggiamento poco professionale dei due impiegati. Al culmine dell'ennesimo rimprovero riservato a Colabona e Guardalavecchia davanti a un impiegato neoassunto, il catanese Donato Cavallo, Santoro minaccia di trasferirli in Sardegna, ma il giorno dopo muore inaspettatamente.
Tornati in ufficio dopo il funerale, Guardalavecchia e Colabona iniziano a litigare per ambire al posto lasciato vacante dal defunto capufficio, ma Napoleone, l'usciere del palazzo che ospita la ditta, li invita a non accapigliarsi poiché Santoro ha scritto dettagliate relazioni su ciascuno degli impiegati, e consegna loro una missiva in cui viene annunciato l'imminente arrivo dell'ispettore generale dei trasporti, tale M. Rossi, il quale deciderà circa la successione al vertice dell'agenzia di Napoli.
I due pertanto s'introducono nottetempo in ufficio e distruggono i propri fascicoli, relativi alle loro note caratteristiche e contenenti una raccomandazione per il trasferimento in Sardegna. In seguito si organizzano, separatamente e l'uno all'insaputa dell'altro, per garantirsi un occhio di riguardo da parte dell'ispettore. Mentre Colabona decide di attendere il Rossi alla stazione per accoglierlo con un mazzo di fiori, Guardalavecchia assolda il violento Cavicchioni per inscenare sul treno una finta aggressione ai danni dell'ispettore Rossi in modo da intervenire a difenderlo per guadagnarsi la sua ammirazione.
Il caso vuole che sullo stesso treno si trovino due "M. Rossi": Matteo Rossi, l'ispettore incaricato di decidere circa il futuro dirigente presso la ditta Pasquetti, e Mario Rossi, un ignaro ispettore scolastico. Guardalavecchia e Cavicchioni salgono sul treno alla stazione di Formia e mettono in atto il loro piano, ma nei confronti di Mario Rossi, l'ispettore sbagliato. Alla stazione d'arrivo, Guardalavecchia si allontana con l'ispettore scolastico, invitandolo a casa propria senza rendersi conto dell'equivoco, mentre Colabona accoglie il vero ispettore dei trasporti. Giunti a casa Guardalavecchia, l'ispettore Mario Rossi viene accolto dalla moglie del ragioniere, Italia, e incontra la loro figlia Iole, maestra elementare, di cui s'innamora.
La mattina seguente, l'ispettore Matteo Rossi giunge nella sede della ditta e Guardalavecchia, non sapendo chi egli sia, lo accoglie in malo modo. Una volta scoperta la sua reale identità, Guardalavecchia, tornato a casa, manda via con una scenata l'incolpevole Mario Rossi. Il giorno dopo però, per cercare di rimediare all'infelice primo approccio con l'ispettore, Guardalavecchia comincia a mostrarsi zelante sul lavoro ed estremamente gentile verso Matteo Rossi e, per mettere Colabona in cattiva luce, lo dipinge quale iettatore. Per dimostrare ciò, Guardalavecchia dà vita a finti incidenti ai danni dell'ispettore.
La sua strategia, però, si rivelerà controproducente, in quanto Rossi si mostrerà molto timoroso nei confronti dei "poteri" di Colabona. Quest'ultimo, peraltro, reagisce facendo screditare Guardalavecchia nei confronti di un cliente con problemi d'udito, prima preso ripetutamente in giro dai due rivali e ora finalmente in grado di sentire grazie agli occhiali acustici donatigli dallo stesso Colabona. Guardalavecchia a sua volta si vendica contattando Adua, un'amica di Cavicchioni, affinché si presenti in ufficio e insceni una situazione piccante coinvolgendo l'ignaro Colabona. Matteo Rossi, capita la responsabilità dei due circa tutti questi spiacevoli episodi, li ammonisce minacciandoli di serie conseguenze se dovessero continuare a scontrarsi tra loro in modo sleale.

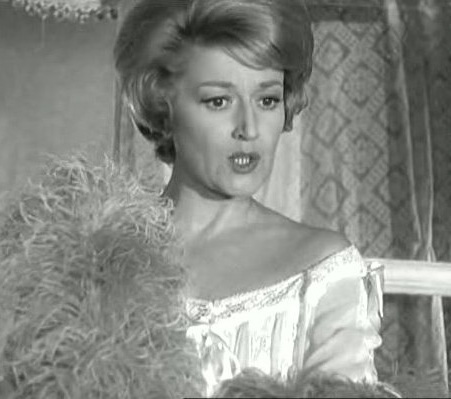
Lia Zoppelli in una scena del film

Qualche giorno dopo, viene organizzato un ricevimento per festeggiare il cinquantenario della fondazione della sede napoletana della ditta Pasquetti, a cui interviene anche il presidente, il Grande Ufficiale Amilcare Pasquetti. Nell'occasione, l'ispettore Matteo Rossi ritrova la moglie di Colabona, Teresa, con la quale ha avuto in passato una storia d'amore, interrotta bruscamente dagli eventi della seconda guerra mondiale. Guardalavecchia teme che Colabona stia utilizzando l'avvenenza di sua moglie per ottenere la promozione, sicché per rimediare inizia a corteggiare la sorella del presidente, Giulia Pasquetti.
Infatti, per ottenere un'evoluzione favorevole alla sua carriera di modesto impiegato, utilizzando in maniera subdola per il suo scopo l'influenza considerevole che la signora Pasquetti ha sul marito, Guardalavecchia, abbigliato con un mantello di foggia seicentesca, si introduce di nascosto nel giardino della villa in cui soggiornano il commendatore Pasquetti e la moglie, inscenando un dialogo con quest'ultima a mo' di parodia della celebre scena del balcone, cuore della tragedia scespiriana Romeo e Giulietta (ad esempio, considerando la signora come la via sicura per ottenere la promozione, oppure citando il famoso detto napoletano a cuoppo cupo poco pepe capa, o ancora terminando la conversazione con la promessa, scoordinata dal contesto, "e così alfin potrai sapere com'è buono il formaggio con le pere!")
Il giorno dopo Guardalavecchia la invita a Villa Lolita, un albergo molto equivoco consigliatogli da Cavallo. Quella stessa sera, Mario Rossi e Iole decidono di trovarsi nel medesimo albergo, per inscenare un finto incontro amoroso e mettere dinanzi al fatto compiuto i genitori di lei. Anche Matteo Rossi e Teresa Colabona si accordano per un incontro clandestino nello stesso luogo, la stessa sera, sempre su consiglio di Cavallo, anch'egli intenzionato a recarsi alla villa con Adua. Esasperato dalla situazione e dal trambusto che verrà a crearsi, il commendator Pasquetti deciderà l'immediato trasferimento di Colabona e Guardalavecchia in Sardegna.
Il film si chiude con una scena divenuta oramai iconica: Guardalavecchia e Colabona in piedi sul ponte della nave che li sta portando in Sardegna, abbigliati con i vestiti tradizionali sardi, che discutono ancora, beccandosi come quando lavoravano fianco a fianco in ufficio.

## Produzione
Il titolo del film è ispirato ad un modo di dire nato da un discorso di Mussolini tenuto a Genova il 14 maggio 1938. 
Nel film compare una sorta di sponsor: la ditta Maico, produttrice di un apparecchio acustico, inserito in un paio di occhiali.
Nel film compare un cameo del regista Sergio Corbucci: è l'uomo che gioca a biliardo con Renzo Palmer.
Il film è interamente girato - anche per gli esterni - a Roma: la stazione ferroviaria, indicata come Formia da un cartello, è in realtà quella di Roma Ostiense. L'edificio della Pasquetti è il Collegio Angelo Braschi di piazza di San Salvatore in Lauro 10; lo stesso edificio verrà utilizzato nell'episodio con Ugo Tognazzi nel film I mostri.
Lo scambio di persona dell'ispettore scolastico Mario Rossi è chiaramente ispirato all'opera teatrale L'ispettore generale di Gogol.